# Жеребкове
Жеребкове (на украински: Жеребкове) е село в Южна Украйна, Подилски район на Одеска област. Основано е през 1823 година. Населението му е около 1967 души.